# اکوکانینا
اکوکانینا (به ایتالیایی: Acquacanina) یک سکونتگاه مسکونی در ایتالیا است که در استان ماچراتا واقع شده‌است.

## خصوصیات
اکوکانینا ۲۶٫۷ کیلومترمربع مساحت و ۱۲۱ نفر جمعیت دارد و ۷۳۴ متر بالاتر از سطح دریا واقع شده‌است.